# Chiesa di San Filippo Neri (Savona)
La chiesa di San Filippo Neri è la parrocchiale del quartiere di Valloria della città di Savona

## Caratteristiche
La chiesa fu realizzata nella seconda metà del XX secolo nel nuovo quartiere di località Valloria, sviluppatosi in quegli anni. Dalla struttura moderna a pianta esagonale e illuminata dalle numerose vetrate policrome, conserva al suo interno una interessante tela di Giuseppe Galeotti raffigurante San Filippo Neri in estasi davanti alla Madonna. Il quadro rappresenta uno dei pochissimi resti della originaria chiesa di San Filippo costruita nel centro della città nel 1626 e demolita nel secondo dopoguerra nonostante fosse stata solo lievemente danneggiata dal bombardamento del 30/10/1943. Sopravvivono anche un'altra tela databile al XIX secolo e una coeva statua lignea della Vergine

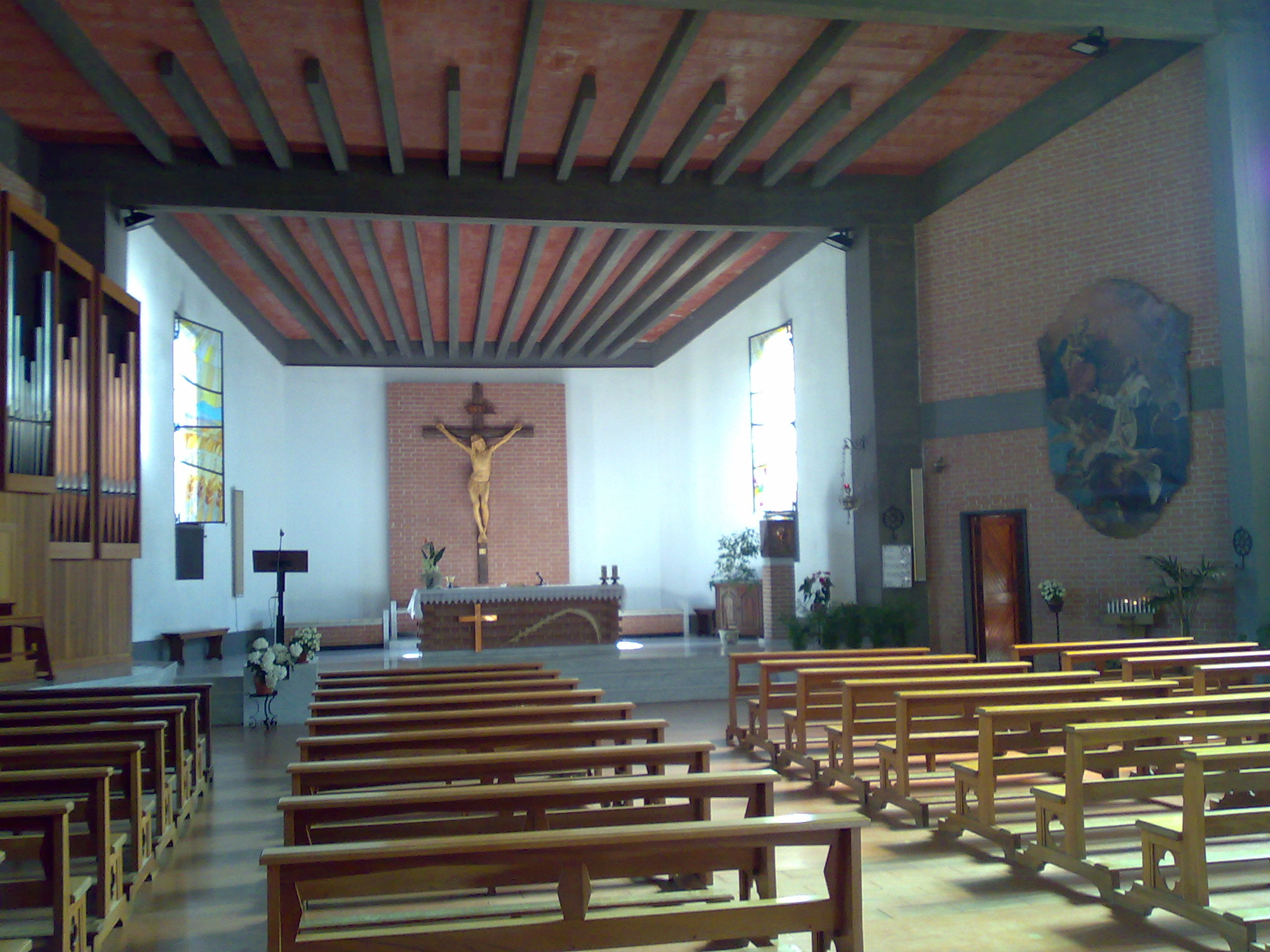
L'interno